# Magic Circle
Magic Circle o Círculo Mágico es una expresión de la lengua inglesa para designar a un grupo de bufetes de abogados, los más prestigiosos de Europa. Cuatro de estas 5 empresas tienen sede en Londres (Reino Unido) y son parte de las 10 despachos de abogados más importantes del mundo. 

## Historia

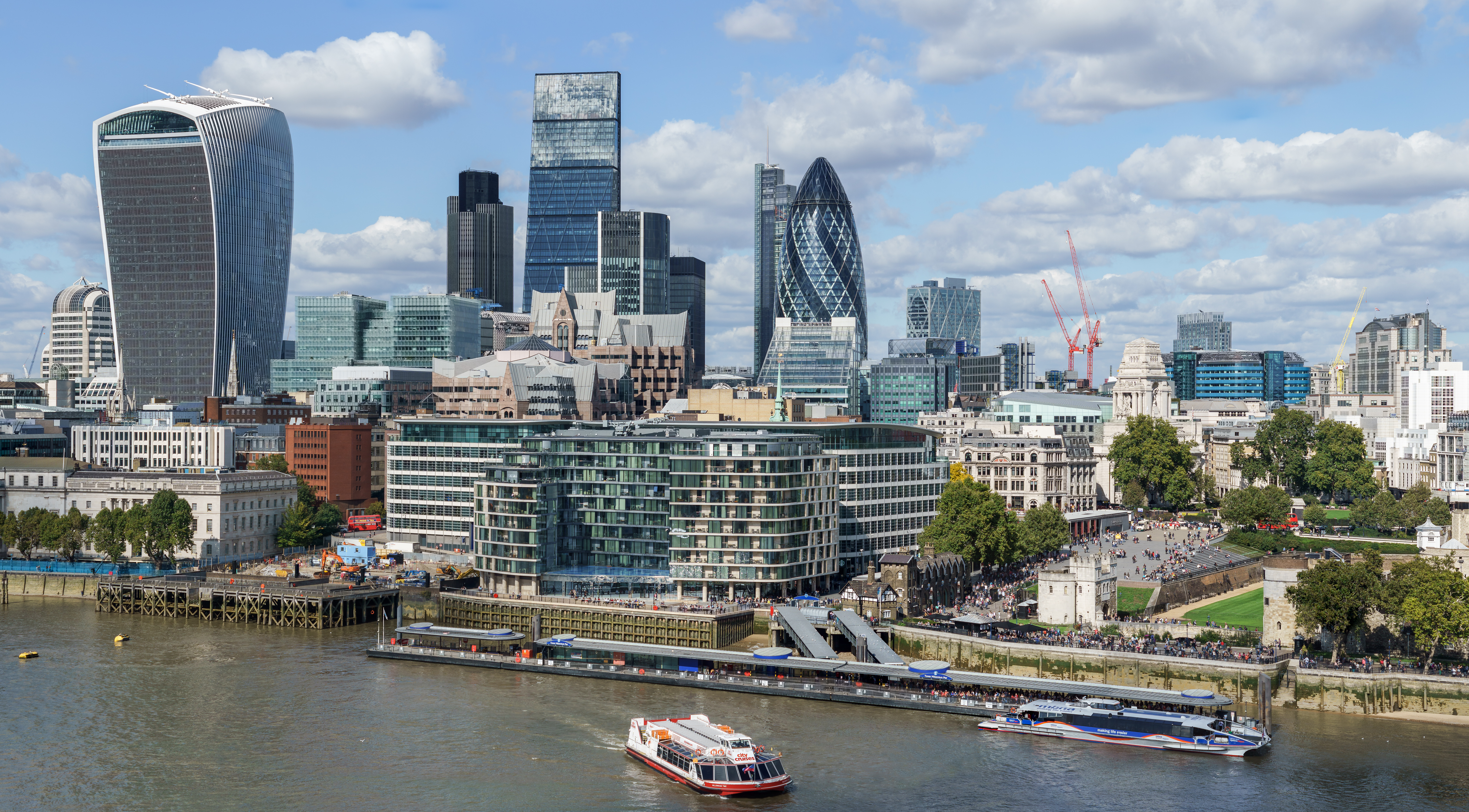
Allen & Overy, Freshfields Bruckhaus Deringer y Linklaters tienen sede en la ciudad de Londres.

El término Magic Circle fue acuñado por la revista The Lawyer. El Oxford English Dictionary define el término círculo mágico "Como" [un] pequeño grupo de personas con privilegios para recibir información confidencial o tomar decisiones importantes".
En realidad, el Círculo Mágico es un "marchamo periodístico", acuñado por reporteros legales a raíz de la ruptura de su predecesor, el "Club de los Nueve". En efecto, en 1996, se le pidió a Stephenson Harwood que abandonara el Club de los Nueve debido a sus problemas internos y al descenso de sus ingresos. El 'club de los nueve' se disolvió en 2000. 
El Círculo Mágico, al contrario que el "club de los nueve", no es una agrupación informal de bufetes de abogados. Inicialmente, la membresía del Círculo Mágico fue descrita por los comentaristas como las empresas del Reino Unido con importantes prácticas corporativas o gran volumen de trabajo internacional. En ese momento, estas empresas eran Allen & Overy, Clifford Chance, Freshfields Bruckhaus Deringer, Linklaters y Slaughter & May.

## Otros bufetes de importancia
| Posición | Gabinete                              | Ventas                 | Localisaiton jefe de la oficina de |
| 1        | Baker & McKenzie                      | $2,540,000,000         | Estados Unidos                     |
| 2        | DLA Piper                             | $2,480,000,000         | Reino Unido/Estados Unidos         |
| 3        | Latham & Watkins                      | $2,290,000,000         | Estados Unidos                     |
| 4        | Skadden, Arps, Slate, Meagher & Flomn | $2,230,000,000         | Estados Unidos                     |
| 5        | Clifford Chance                       | $2,130,000,000         | Reino Unido                        |
| 6        | Kirkland & Ellis                      | $2,020,000,000         | Estados Unidos                     |
| 7        | Linklaters                            | $1,960,000,000         | Reino Unido                        |
| 8        | Allen & Overy                         | $1,930,000,000         | Reino Unido                        |
| 9        | Freshfields Bruckhaus Deringer        | $1,920,000,000         | Reino Unido                        |
| 10       | Norton Rose Fulbright                 | $1.900.000.000 societe | Reino Unido                        |